# Рейтинги академических издательств
Существует ряд подходов к ранжированию академических издательских групп и издательства. Рейтинги опираются на субъективные впечатления научного сообщества, на анализ премий научных ассоциаций, дисциплины, репутацию издательства и его импакт-фактор (особенно в естественных науках).

## Проблемы с формированием рейтингов
Публикации часто оцениваются по месту, а не по заслугам. Это критиковалось в Лейденском манифесте и Сан-Францисской декларации об оценке научных исследований. Согласно манифесту, «Научно-технические показатели подвержены концептуальной двусмысленности и неопределённости и требуют серьёзных допущений, которые не являются общепринятыми. Значение количества цитирований, например, давно обсуждается. Таким образом, в передовой практике используется множество показателей для получения более надёжной и плюралистичной картины.».
В исследовании, посвящённом оценке всё более диверсифицированного набора издательств и их услуг академическому сообществу, Дженис С. Льюис пришла к выводу, что библиотекари колледжей и университетов оценивают университетскую прессу выше, а коммерческие издательства ниже, чем члены Американской ассоциации политических наук..
По словам Колина Стила, библиотекаря Австралийской национальной библиотеки в Канберре, «перечисление издательств по названиям также не учитывает, что некоторые университетские издательства сильны в определённых дисциплинах, но не во всём спектре» Рейтинги могут сильно различаться по дисциплинам.

## Австралийские рейтинги политологии
Австралийская ассоциация политической науки (APSA) составила рейтинг академических издательств, принимая во внимание публикации как книг, так и журналов.
В 2007 году издательства, получившие наивысший рейтинг (A+), были следующими:
1. Издательство Кембриджского университета
2. Издательство Чикагского университета
3. Издательство Колумбийского университета
4. Издательство Гарвардского университета
5. MIT Press
6. Издательство Оксфордского университета/Clarendon (Великобритания/США)
7. Издательство Принстонского университета
8. Издательство Стэнфордского университета
9. Издательство Калифорнийского университета
10. Издательство Йельского университета

В 2007 году издательствами, занявшими второе место (A), были:
1. Alfred A. Knopf[англ.]*
2. Allen & Unwin
3. Издательство Корнельского университета[англ.]
4. Duke University Press
5. Edward Elgar
6. Elsevier Science Ltd
7. IPA, Варшава
8. Johns Hopkins University Press
9. Wolters Kluwer[англ.]
10. Издательство Манчестерского университета
11. Издательство Мельбурнского университета
12. Издательство Нью-Йоркского университета
13. Palgrave MacMillan (Великобритания и Австралия, St Martins' Press в США)
14. Politico's[англ.]
15. Polity Press[англ.]
16. Routledge (Taylor and Francis)
17. Sage Publications
18. Science Publishers[англ.]
19. Издательство Пенсильванского университета[англ.]
20. Издательство Мичиганского университета
21. Издательство Университета Миннесоты[англ.]
22. Издательство Университета Нового Южного Уэльса
23. Издательство Торонтского университета
24. ВОЗ/ЕДМ, Женева
25. Wiley-Blackwell
26. AP, Лондон
27. Basic Books, Нью-Йорк
28. Блэквелл, Оксфорд
29. Кларендон Пресс, Глостершир, Великобритания
30. CRC, Гент, Бельгия
31. CRC, Нью-Йорк
32. Harper & Row, Нью-Йорк
33. John Wiley & Sons, Западный Сассекс, Великобритания
34. Pergamon Press[англ.], Оксфорд/Амстердам
35. Prentice Hall, Иглвуд Клиффс (штат Нью-Джерси), США
36. Random House, Нью-Йорк
37. Springer, Лондон/Берлин

## Рейтинг Гранады
Для количественной оценки продукции издательской компании исследовательская группа, связанная с Университет Гранады, создала методику, основанную на Thomson-Reuters. Индекс книжного цитирования. Количественный вес издательств основан на выходных данных, влиянии (цитировании) и профиле издателя. Согласно исследованию Гранады, 10 ведущих компаний были:
1. Springer
2. Palgrave Macmillan
3. Routledge
4. Cambridge University Press
5. Elsevier
6. Nova Science Publishers
7. Edward Elgar
8. Information Age Publishing
9. Princeton University Press
10. Издательство Калифорнийского университета

## Рейтинги Libcitation
Служба измерения влияния исследований (RIMS) при Университет Нового Южного Уэльса представила количественную методику библиометрических сравнений книжных издательств. В статье Journal of the American Society for Information Science and Technology Говард Д. Уайт и др. пишут: «Библиометрические меры для оценки исследовательских подразделений в ориентированных на книги гуманитарных и социальных науках недостаточно развиты по сравнению с теми, которые доступны для ориентированных на журналы наук и технологий». RIMS предложил так называемый «подсчет либцитаций» — подсчет библиотек, имеющих данную книгу, согласно данным национального (или международного) объединенного каталога. В последующей литературе объектом исследования стало сравнение исследовательских единиц или даже продукции издательских компаний..
Уайт и др. пишут, 
Показатели Libcitation отражают суждения библиотекарей о полезности публикаций для различных аудиторий читателей. Таким образом, мера Libcitation напоминает меру влияния цитирования в дискриминировании ценности публикаций по определенному признаку. Он вознаграждает авторов, чьи книги (или другие публикации), по мнению библиотекарей, имеют относительно широкую привлекательность. Абсолютная привлекательность книги может быть определена простым подсчетом того, сколько библиотек ее держат, но она также может быть оценена по отношению к другим книгам в ее тематическом классе.
Libcitationы, согласно RIMS, отражают то, что библиотекари знают о престиже издателей, мнениях рецензентов и репутации авторов..

## Другие исследования
В более позднем исследовании, Австрийский политолог Арно Тауш использовал шесть основных показателей для 57 компаний с данными из исследований SENSE и Granada. В исследовании, которое опиралось на индекс книжного цитирования Thomson Reuters, также использовалось отношение количества книг, взятых на дом, к общему количеству книг, имеющихся в каталоге Гарвардской библиотеки; охват компании в 2015 году в типичных научных мировых культурах (Япония, Швеция и Индия); присутствие продукции издательства в международных организациях, таких как Европейская комиссия в Брюсселе (каталог ECLAS) и Всемирный банк, и упоминания о компании в газетах, таких как New York Times. В исследовании Тауша 2011 года был проведен анализ библиотечного охвата компании в OCLC WorldCat..